# Daniel Sanders (Lexikograf)

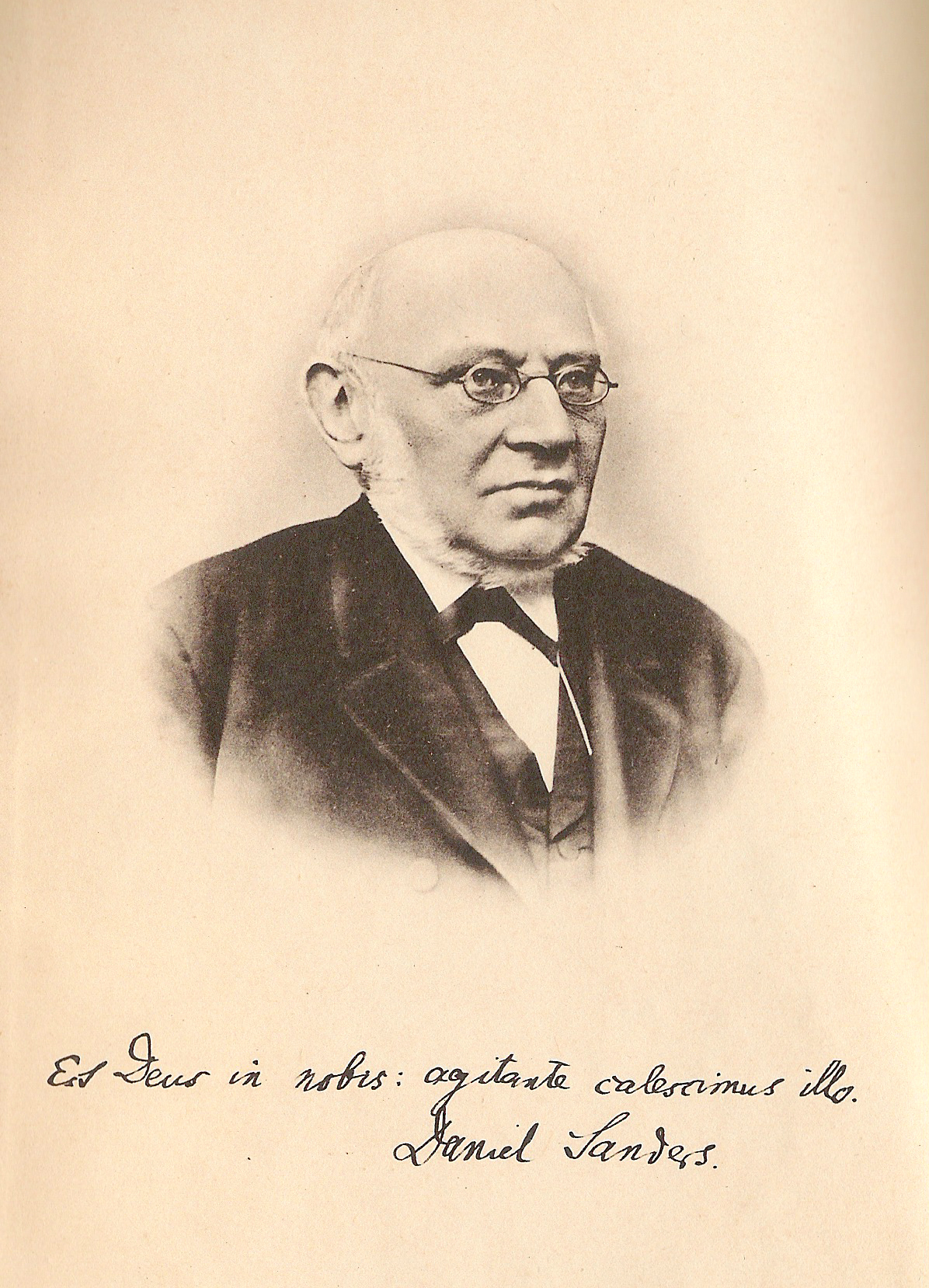
Daniel Sanders, lat. Spruch: „Ein Gott ist in uns, wenn er sich regt, facht er uns an.“ Ovid: Fasti VI, 5

Daniel Hendel Sanders (* 12. November 1819 in Strelitz; † 11. März 1897 ebenda) war ein deutscher Lehrer, Lexikograf und Sprachforscher sowie Dichter und Übersetzer. Er schuf unter anderem von 1854 bis 1865 ein Wörterbuch der deutschen Sprache und später den deutschsprachigen Teil des Englisch-Deutsch/Deutsch-Englischen Wörterbuchs „Muret-Sanders“.

## Jugend und Ausbildung
Daniel Sanders war der zweite Sohn des jüdischen Kaufmanns Hendel Sanders (1770–1846) und dessen Ehefrau Amalie (genannt Malchen), geborene Schäfer. Seine Mutter starb zehn Tage nach seiner Geburt. Um ihren Vater von Geschäftsreisen über Land entlasten zu können, wurden Daniel und sein Bruder Alexander Sanders (1818–1897) schon 1837 vorzeitig für volljährig erklärt. Alexander übernahm später das väterliche Geschäft.
Daniel Sanders besuchte seit 1827 die damals neu gegründete jüdische Freischule in Strelitz, an der namhafte jüdische Gelehrte unterrichteten, darunter Absolventen der Talmudschule von Glogau, wie der in Heidelberg habilitierte Altphilologe und spätere Buchhändler Joseph Lehfeldt, bis 1839 Levy (1804–1858), und Joseph Zedner (1804–1871), nachmals Kustos der hebräischen Abteilung der British Library. Anschließend wechselte Sanders zum Gymnasium Carolinum in Neustrelitz, wo er Ostern 1839 das Abitur ablegte.

## Lehrer und Journalist in Mecklenburg-Strelitz
In Berlin studierte er Mathematik und Naturwissenschaften bei Peter Gustav Lejeune Dirichlet, Jakob Steiner, Johann Franz Encke, Paul Erman und Heinrich Wilhelm Dove. In der Philologie waren seine Lehrer August Boeckh und Jacob Grimm, Philosophie studierte er bei Friedrich Adolf Trendelenburg. An der Universität in Halle wurde er 1842 promoviert. Sanders arbeitete zu dieser Zeit als Oberlehrer an der jüdischen Freischule in Strelitz und wurde noch im Jahr der Promotion Schulleiter.
Am 26. April 1847 heiratete Daniel Sanders Ida Koner, geborene Friedländer (1813–1895), die Witwe eines mit der Familie Sanders verwandten Arztes Bernhard Benedikt (vormals Bendix Jacob) Koner (1805–1845). Ida Sanders brachte einen Sohn Alexander Koner-Sanders (1845–1917) in die Ehe ein. Ihre Schwester Sophie war bereits mit Daniels Bruder Alexander verheiratet. Deren gemeinsame Tochter Johanna Sanders (um 1848–1912) half Daniel Sanders später bei der Redaktion seiner Lexikonprojekte.
Durch seine Bekanntschaft mit Adolf Glaßbrenner wurde Daniel Sanders für die Ideen von Demokratie und für staatsbürgerliche Rechte gewonnen. Innerhalb der 1848er Reformbewegung zählte Daniel Sanders schnell zu den Demokratenführern in Mecklenburg-Strelitz. 1848 war er Redakteur des Wendischen Boten und der Blätter für freies Volksthum, des Sprachrohrs des Neustrelitzer und des Strelitzer Reformvereins. 1850 gehörte er zu den eingeladenen/einzuladenden Mecklenburgern zum Braunschweiger Demokratenkongress, an dem er aber schließlich nicht teilnahm. Nachdem seine Schule im April 1852, wie es seit der DDR-Zeit heißt, wegen ihrer demokratischen Ausrichtung geschlossen worden war, betätigte er sich als Privatgelehrter, Sprachforscher, Wörterbuchschreiber und Publizist. Allerdings ist anzumerken, dass 1852 im Rahmen einer städtischen Schulreform die Schule der Strelitzer jüdischen Gemeinde und die kommunale Schule der Stadt Strelitz zusammengelegt wurden, sodass ein politischer Hintergrund nicht klar belegt werden kann. Später wurde Daniel Sanders mehrfach durch den konservativen Großherzog Friedrich Wilhelm (II.) von Mecklenburg [-Strelitz] geehrt, und zwar mit dem Professorentitel und zweimal mit dem Hausorden der Wendischen Krone: am 1. Januar 1880 wurde Daniel Sanders das Verdienstkreuz in Gold und am 12. November 1889 das Ritterkreuz verliehen. Einen Ruf an die jüdische Realschule Philanthropin in Frankfurt am Main als Nachfolger von Michael Heß lehnte Sanders ab und blieb als geachteter Sprachwissenschaftler in seiner Heimatstadt Strelitz, die einen Platz nach seinem Bruder Alexanderplatz benannt hatte.

## Programmatische Kritik amDeutschen Wörterbuch

Daniel Sanders (um 1860)

Bereits 1852 und dann 1853 erregte Sanders Aufsehen mit seiner vehementen und prinzipiellen Kritik an dem in seinen ersten Lieferungen erschienenen Wörterbuch der Brüder Grimm, das er „in seiner ganzen Anlage und großentheils auch in seiner Ausführung durchaus verfehlt“ nannte. Seine Kritik machte er an zahlreichen Einzelheiten, aber auch an prinzipiellen Mängeln fest. Beispielhaft dafür sei die Lektürenotiz des Zeitgenossen Karl August Varnhagen von Ense vom 12. Oktober 1852 zitiert:

„Schriftchen von Dr. Daniel Sanders (Hamburg, Campe, 1852) gegen das deutsche Wörterbuch der Gebrüder Grimm. Er weist ihnen zahllose Mängel, Ordnungslosigkeit und arge Verstöße nach. Unter den letztern ist der über rechtes und linkes Flußufer fast unbegreiflich! „Das Ufer des Flusses, wo wir stehn, heißt uns das rechte, das gegenüberliegende das andre oder linke!“ Die beiden Brüder sind sehr gedankenlos an’s Werk gegangen. Sie haben es mit ihrer bescheidenen Hoffahrt weit gebracht, sie hatten bisher ein fast unbestrittenes Ansehn. Stolz auf ihr ungeheures aber ungeordnetes Wissen, zertraten sie vor vielen Jahren das Wörterbuch von Heinsius im Entstehen, jetzt in ihrem Alter müssen sie erleben, daß dieses noch jetzt, nach beinahe dreißig Jahren, besser gefunden wird, als das ihre. Die Demüthigung ist hart, doch nicht unverdient. Und niemand ist empfindlicher als sie beide!“

Diese kritischen Bemühungen des wissenschaftlichen Außenseiters führten auch dazu, dass Daniel Sanders in den Kreisen der Universitätsgelehrten völlig abgelehnt und seine spätere Wörterbucharbeit von der damaligen Wissenschaft nicht rezipiert wurde. Er selbst hatte die Absicht, ein besseres und brauchbareres Wörterbuch zu schaffen, und suchte deshalb – ein Novum – bereits vor Beginn der Arbeit, sich über die Grundzüge des Aufbaus eines solchen Werkes klar zu werden.
Folgende aus Sanders’ eigener Kritik am Wörterbuch der Brüder Grimm abgeleiteten Punkte kennzeichnen sein eigenes lexikographisches Werk. Sie wurden später prägend für die Anlage moderner und praktischer Wörterbücher:
- Im Gegensatz zu Grimm geht sein Konkurrent Sanders vom gegenwärtigen Sprachgebrauch seiner Zeit aus; er will keine Sprachgeschichte des jeweiligen Wortes geben und berücksichtigt Etymologien eher am Rande da, wo sie der Bedeutungsklärung dienlich sind, nimmt aber dafür den gesamten deutschen Wortschatz sowie die gebräuchlichen Fremdwörter auf.
- Sanders bietet eine klare und analytische Entfaltung der verschiedenen gegenwärtigen Bedeutungen eines Wortes, die durch treffende Erläuterungen und darauf bezogene Belege veranschaulicht werden. Diese Belege nimmt der Autor aus der deutschen Literatur seit Luther, aber auch aus wissenschaftlichen Werken, Sprichwörtersammlungen sowie – ungewöhnlich für die Zeit – aus Zeitschriften, wodurch das Wörterbuch die Sprache der damaligen Gegenwart treffend widerspiegelt.[12] Allerdings hatte Sanders die Verwendung von Zeitungen und Zeitungsannoncen im Grimmʼschen Wörterbuch noch harsch und mit auch typographisch starker Betonung getadelt, zudem kontrastiert mit dem Fehlen von Belegen aus Börne, Freiligrath und anderen bedeutenderen Autoren.[13] – Methodisch geht Sanders in den Wortartikeln von den Hauptbedeutungen eines Wortes aus und erfasst dann von dort Nebenbedeutungen und Nuancen.
- Sanders ordnet die Wörter so an, dass auf das jeweilige Grundwort (z. B. Schritt) die Ableitungen und Zusammensetzungen (z. B. Fortschritt) folgen. Das Grundwort ist bei Sanders, wie das Beispiel zeigt, ganz schematisch der letzte Teil der Wortzusammensetzung. Diese nicht-alphabetische Anordnung des Wortschatzes erschwert dem modernen Leser zwar heute die Benutzung des Wörterbuchs, gibt aber einen guten Einblick in die sprachschöpferische Kraft des Deutschen und ermöglicht auch, die zahlreichen Ableitungen und Zusammensetzungen in großer Vollständigkeit aufzunehmen, worin das Grimm’sche Wörterbuch, das die Zusammensetzungen alphabetisch, aber doch unvollständig und unsystematisch erfasst, letztlich unzulänglich bleibt. Im Grimm’schen Wörterbuch (zumindest in den ersten Bänden) werden auch die Wortbedeutungen eher flüchtig, gelegentlich nur durch eine lateinische Bezeichnung dargestellt; ihre Belege sind ungleichmäßig verteilt und nicht immer treffend.

## Lexikographische Werke

Daniel Sanders (um 1900) auf einer Sammelmarke des Langenscheidt-Verlags

Mit der Herausgabe seiner eigenen, zwei Bände in drei Teilen umfassenden Sammlung Wörterbuch der Deutschen Sprache. Mit Belegen von Luther bis auf die Gegenwart (1860–1865; 2. unveränderter Abdruck 1876; erste Lieferung 1859) gelang ihm dann ein Werk durchaus eigenständigen Wertes und aus einem Guss. Er selbst hielt fest, dass er nach zwei Jahrzehnten Arbeit die letzte Zeile am 11. Juli 1865, fünf Minuten vor halb zwei Uhr nachts niedergeschrieben hatte.
Mit diesem seinem Hauptwerk gab Sanders seiner Zeit ein umfassendes, praktisch zu gebrauchendes Wörterbuch. Diese große Leistung ist auch daran zu messen, dass das freilich viel umfangreichere Wörterbuch der Brüder Grimm, seit 1852 erscheinend, erst 1960 (Quellenverzeichnis gar erst 1971) seinen Abschluss fand.
Sanders’ als Buch 1885 erschienenes Ergänzungs-Wörterbuch bot dann in gleicher Weise die sprachlichen Veränderungen ab 1865, aber auch weitere Funde und Belege zu seinem großen Wörterbuch. Mit seinem Untertitel Vervollständigung und Erweiterung aller bisher erschienenen deutsch-sprachlichen Wörterbücher einschließlich des Grimm’schen stellte der Lexikograph seine Arbeit selbstbewusst gegen das Grimm’sche Werk und die ihn ablehnenden Universitätsgelehrten.
Beim bürgerlichen Publikum hatte Sanders durchaus Erfolg, den er durch zahlreiche weitere lexikalische Werke ausbauen konnte. Ein Nachruf rühmt hier besonders sein 1871 erschienenes Wörterbuch der deutschen Synonymen mit weiteren späteren Beiträgen, da man hier seine Vorzüge – eben die hohe Aufmerksamkeit auf Bedeutungsunterschiede und Nuancen – kennenlernen könne.
Sein einbändiges Handwörterbuch der deutschen Sprache, das 1869 erstmals erschien und den Sprachschatz zum praktischen Gebrauch ohne die Belege oder etymologische Erläuterungen ausbreitete, brachte es zu seinen Lebzeiten auf fünf Auflagen. Sein Kurzgefasstes Wörterbuch der Hauptschwierigkeiten in der deutschen Sprache, das 1872 erstmals herauskam, entsprach Publikumsbedürfnissen so gut, dass bis 1908 – also über Sanders’ Tod hinaus – insgesamt 31 Auflagen erschienen.

## Sprachpflegerische Schriften und derMuret-Sanders

Vorsatzblatt zur Hand- und Schulausgabe des Muret-Sanders (1903)

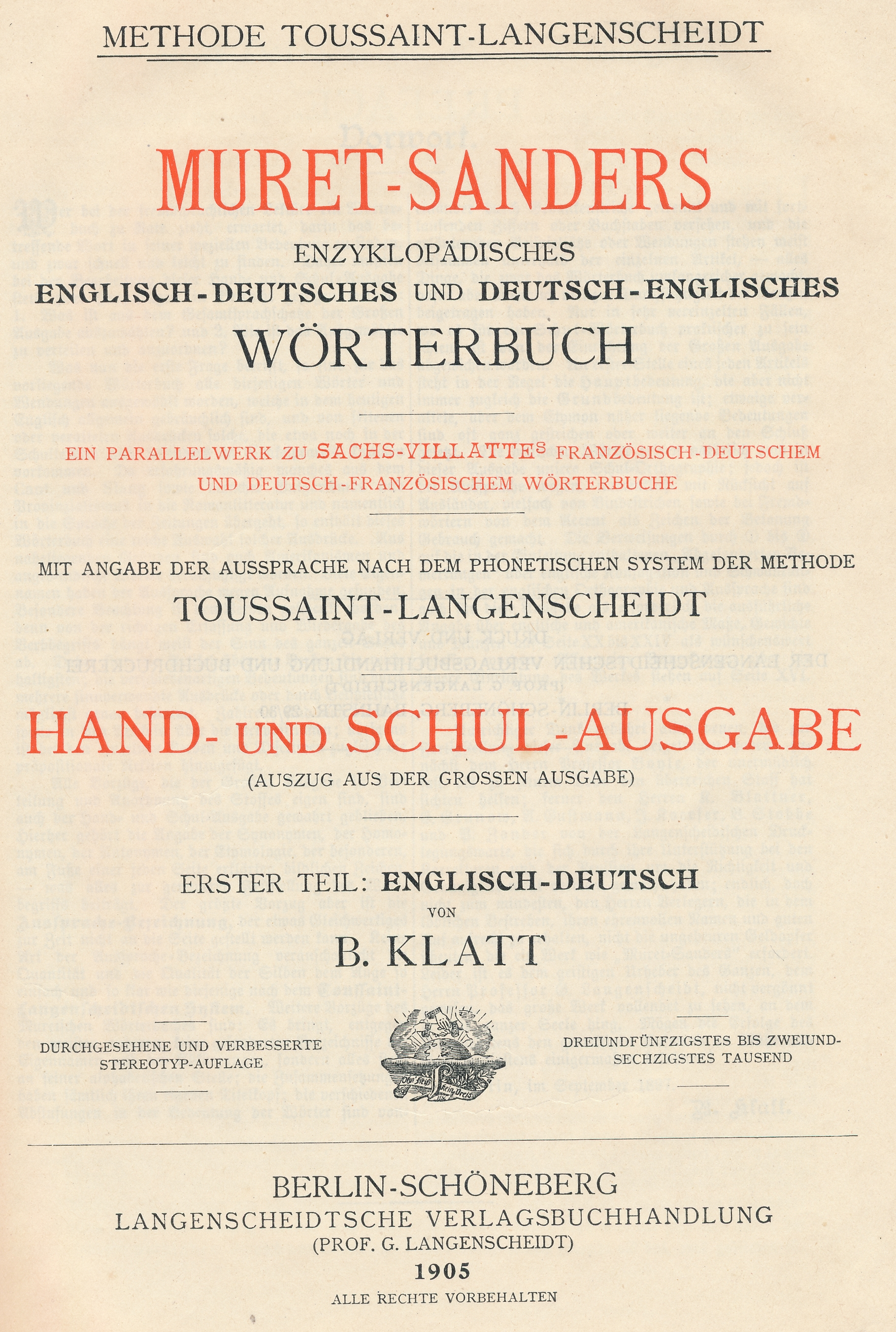
Titelseite des enzyklopädischen englisch-deutschen und deutsch-englischen Wörterbuchs Muret-Sanders, Hand- und Schul-Ausgabe von 1905

Hervorzuheben sind auch die aus Sanders’ Vergangenheit als Schullehrer und -leiter zu erklärenden pädagogischen Sprachwerke, die Schüler und Erwachsene zu einem besseren Deutschgebrauch führen sollten, besonders etwa seine Deutschen Sprachbriefe, die ab 1878 bis über seinen Tod hinaus erschienen (21. Auflage 1906) oder sein Fremdwörterbuch (1871, 2. Auflage 1891), welches gut den damals noch durchaus üblichen Gebrauch altgriechischer, lateinischer und insbesondere französischer Fremdwörter und das erst allmähliche Vordringen von Anglizismen zeigt. Ein Verdeutschungswörterbuch (1884) widmete Sanders dem Generalpostmeister Heinrich von Stephan, mit dem ihn eine Brieffreundschaft verband.
Der preußische Minister Robert Viktor von Puttkamer zog Sanders als Ratgeber für seinen (gescheiterten) Versuch einer amtlichen Regulierung und Reform der Rechtschreibung heran. Sanders’ pädagogisches Engagement wird auch darin sichtbar, dass er auf der 1. Orthographischen Konferenz von 1876 und während der anschließenden öffentlichen Auseinandersetzung eine liberale, am Sprachgebrauch orientierte Auffassung der Rechtschreibung vertrat. In bedeutungsunterscheidenden Doppelformen (zum Beispiel Waise und Weise) sah er das Ergebnis eines „berechtigten Verdeutlichungsstrebens“.
Daniel Sanders, der 1877 vom Strelitzer Großherzog Friedrich Wilhelm II. zum Professor und 1889 von seiner Vaterstadt Strelitz zum Ehrenbürger ernannt worden war, lebt nicht zuletzt in dem nach ihm benannten größten deutsch-englischen Wörterbuch Muret-Sanders fort. Eduard Muret hatte bei seiner Erstellung (1860–1890) des bis dahin umfassendsten enzyklopädischen Deutsch-Englischen und Englisch-Deutschen Wörterbuchs (ab 1890 erschienen, letzte Lieferung 1901) auf den umfassenden Thesaurus zurückgreifen können, den Daniel Sanders mit seinem lexikalischen Werk angehäuft hatte. Sanders wissenschaftlich-praktische Leistung dokumentiert seine Bibliographie, die insgesamt (ohne Nachauflagen) 35 Einzelwerke sowie die Herausgabe der Zeitschrift für Deutsche Sprache aufweist. Der jüdische Gelehrte Daniel Sanders, der seine Wörterbucharbeit auch als Beleg „deutschen Fleißes und inniger Liebe für das große deutsche Vaterland“, als „Gabe“ an das deutsche Volk sah, zählt neben den Brüdern Grimm zu den bedeutendsten deutschen Lexikographen des 19. Jahrhunderts.

## Weitere literarische Arbeiten und Tod
Als Autor trat Sanders auch mit Kinder- und Jugendliteratur, volkskundlichen Arbeiten (Das Volksleben der Neugriechen, 1844), einer neugriechischen Literaturgeschichte, den Plaudereien aus der Werkstatt eines Wörterbuchschreibers (1889) und mit einer Sammlung 366 Sprüche (1892) hervor. Berichten seiner Zeitgenossen zufolge verbrachte er sein Alter in Zurückgezogenheit im Kreis seiner Familie, wobei er als Gäste häufig Studierende, auch solche aus Griechenland empfing.
Am 11. März 1897 starb Daniel Sanders, der seit drei Jahren über wiederholte Grippeanfälle klagte, nach kurzer Krankheit, wenige Tage vor seinem Bruder Alexander Sanders, der inzwischen mecklenburgischer Senator geworden war. Die Grabrede hielt der mit dem Sprachgelehrten befreundete Ober- und Landesrabbiner von Mecklenburg-Strelitz Jacob Hamburger. Auf dem Grabstein von Daniel Sanders stehen die Worte: „Wer den besten seiner Zeit genug gethan, der hat gelebt für alle Zeiten!“

## Nachleben
Aus dem von der unverheirateten Nichte Johanna Sanders hinterlassenen Familienvermögen (bestehend aus dem Hausgrundstück Fürstenberger Str. 127 in Strelitz-Alt, ehemals das sogenannte Prinzessinnenhaus des Hofes, und 5000 Reichsmark) wurde eine wohltätige „Sanders Stiftung“ errichtet, an die bis zu ihrer Entfernung im Jahr 1936 eine Gedenktafel erinnerte.
Die Stadt Neustrelitz soll Daniel Sanders (angeblich) 1992 posthum die Ehrenbürgerschaft verliehen haben. Ein entsprechender Beschluss der Stadtverordnetenversammlung dazu wurde bisher nicht bekannt.
Der 200. Geburtstag von Daniel Sanders wurde 2019 in Neustrelitz durch verschiedene Aktionen feierlich begangen.

## Daniel-Sanders-Preise
Seit 1999 vergibt die Stadt Neustrelitz in jedem Jahr den Daniel-Sanders-Sprachpreis für Schüler, die in der Region Mecklenburg-Strelitz leben oder zur Schule gehen. Der Sprachpreis ist mit 500 Euro dotiert.
Aus Anlass des 100. Todestages von Daniel Sanders 1997 wurde erstmals der Daniel-Sanders-Kulturpreis ausgelobt (seit 2014: Daniel Sanders Preis für Kultur und Demokratie), der alle zwei Jahre durch den Landkreis Mecklenburg-Strelitz vergeben und mit 5.000 Euro dotiert ist. Nach der Neubildung des Landkreises Mecklenburgische Seenplatte wird der Preis in ähnlicher Form seit 2015 durch die Stiftung Kulturgut Mecklenburg-Strelitz weitergeführt.
Bisherige Preisträger:
- 1997 Ulrike Haß
- 1998 Christoph Poland
- 1999 Eva Brehme-Solacolu
- 2000 Horst Conradt
- 2001 Uwe Maroske
- 2002 Frank Erstling, Frank Saß, Eberhard Schulze, Harald Witzke
- 2003 Peter Maubach
- 2004 Ingeborg und Manfred Kuhnke
- 2005 Gymnasium Carolinum
- 2007 Johannes Groh
- 2009 Gundula Tschepego
- 2011 Hans-Joachim Engel
- 2015 Gudrun Mohr
- 2017 Verein Heidedörfler e. V.
- 2019 Jean Bellmann
- 2021 Martina Herre
- 2024 Peter Starsy

## Werke (Auswahl)

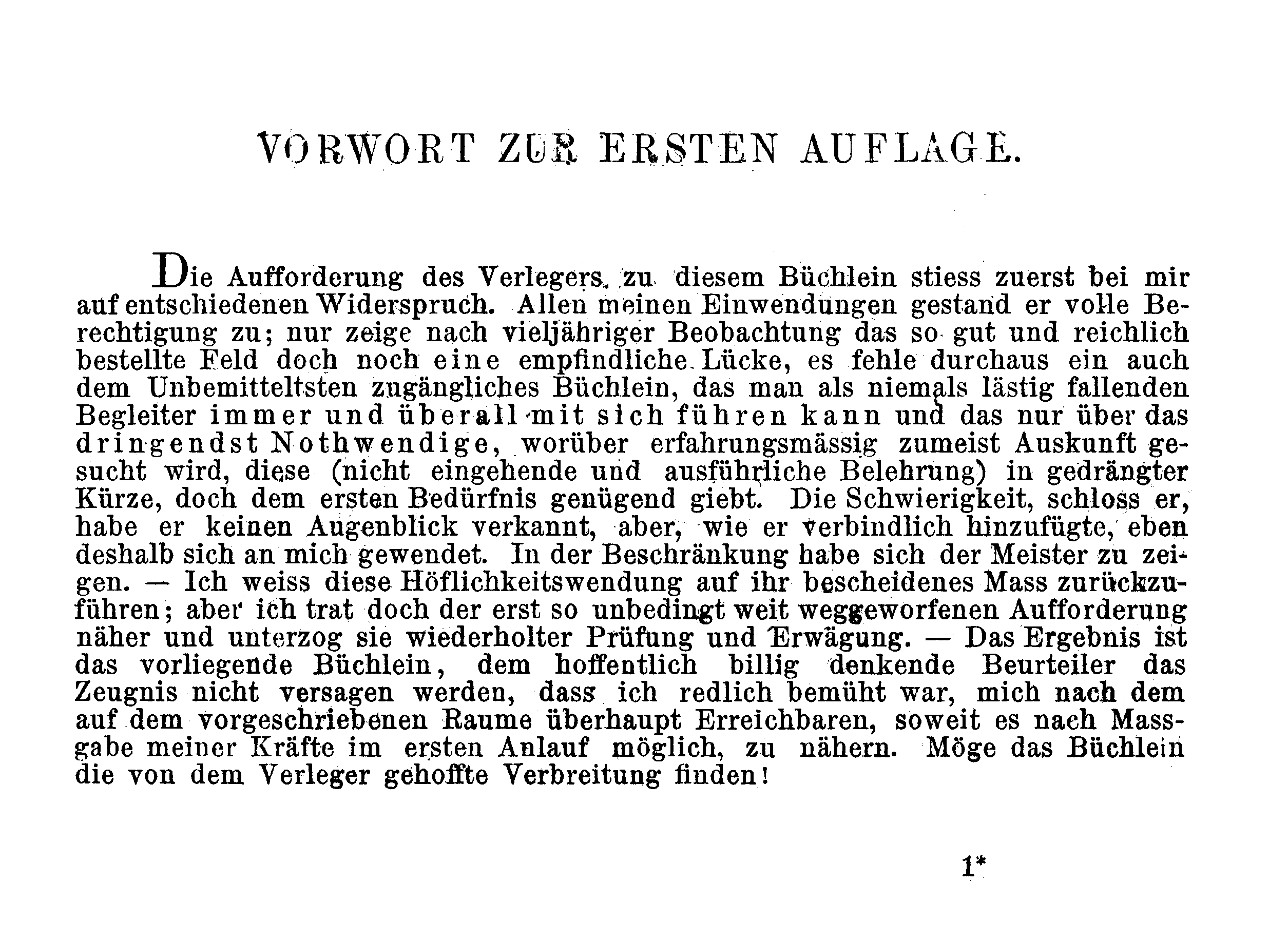
Daniel Sanders, Taschen-Lexikon des allgemeinen Wissens, ca. 1895, Vorwort zur ersten Auflage

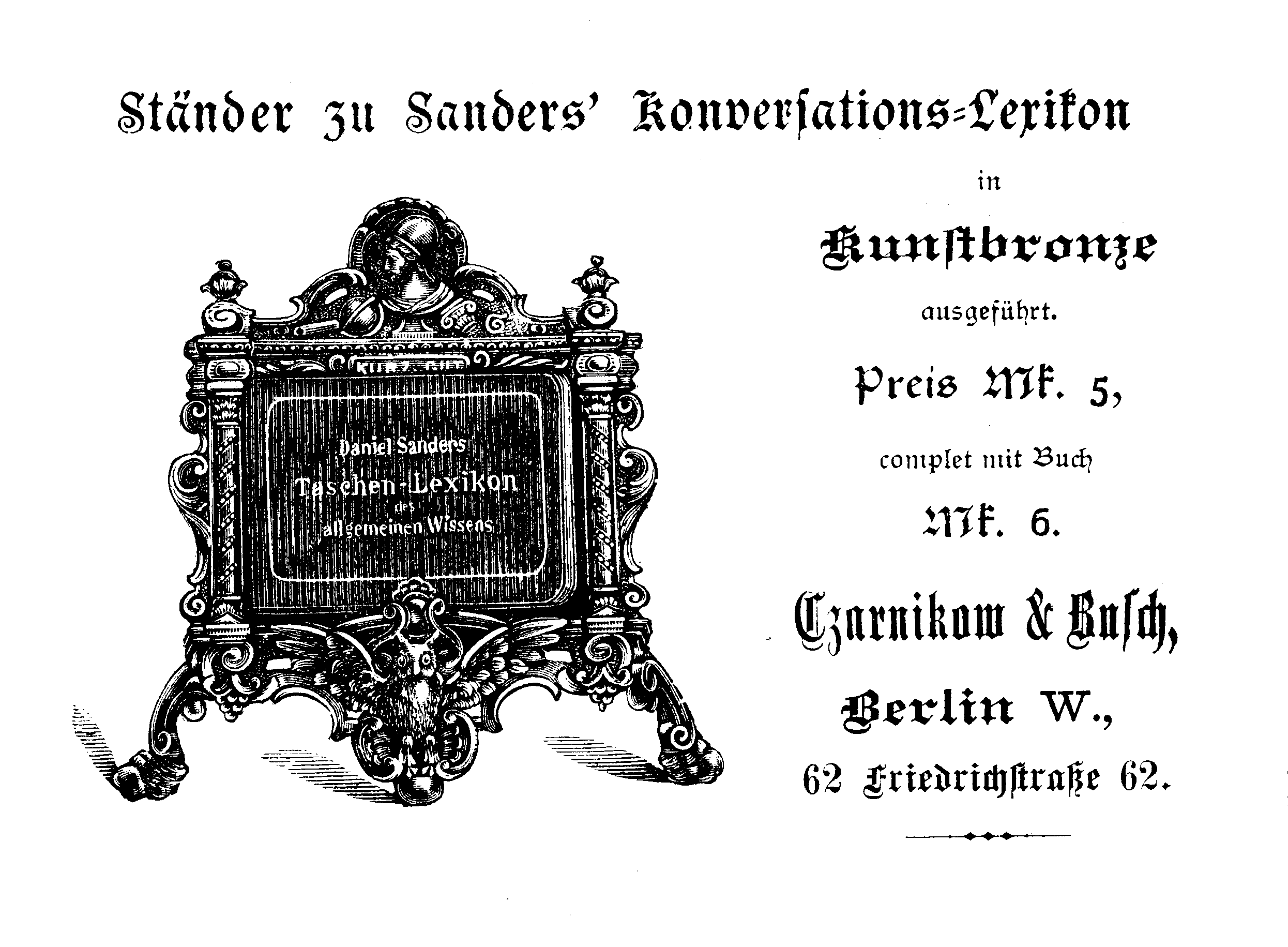
Daniel Sanders, Taschen-Lexikon des allgemeinen Wissens, ca. 1895, Werbung für Buch mit Ständer

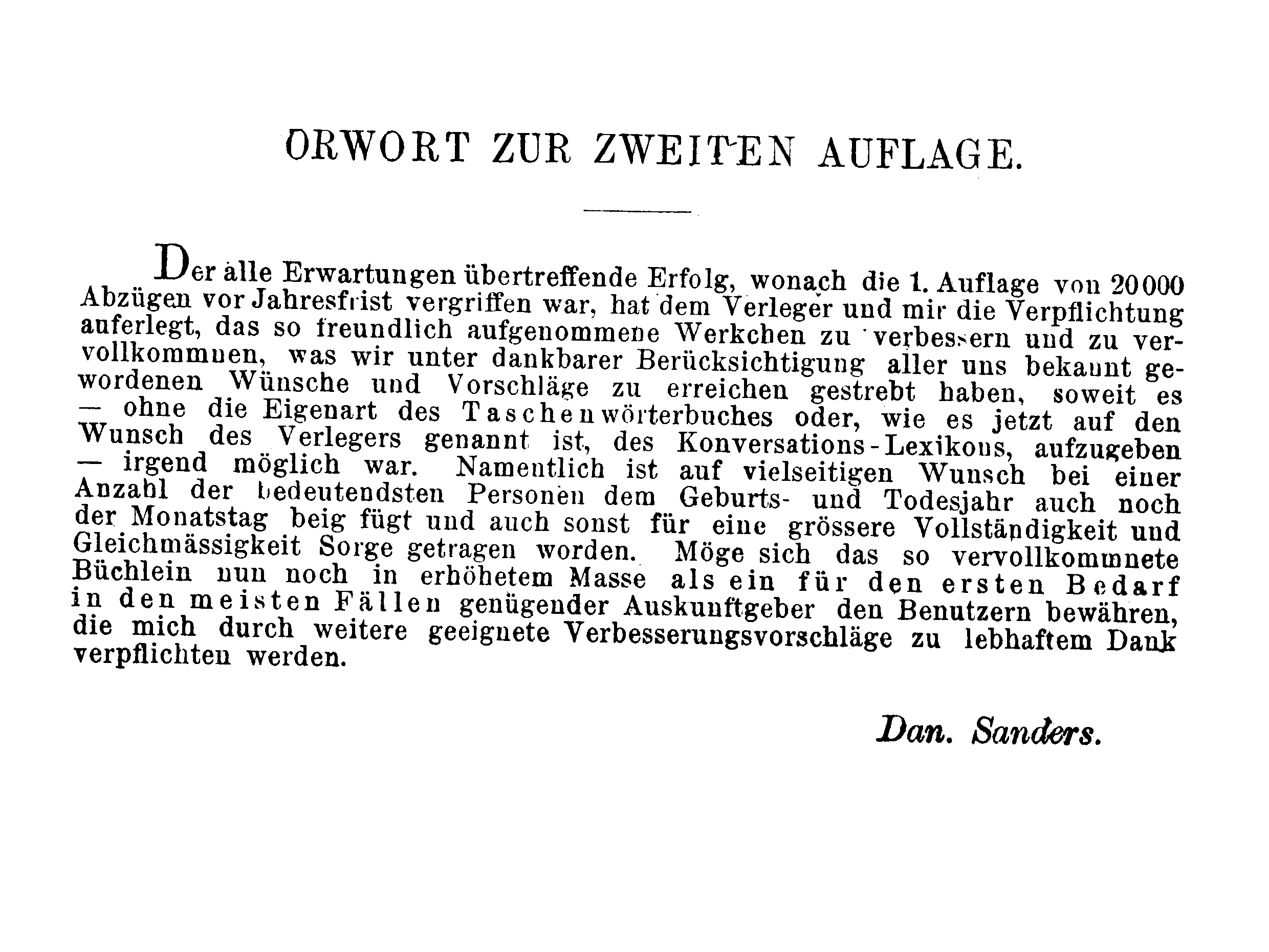
Daniel Sanders, Taschen-Lexikon des allgemeinen Wissens, ca. 1895, Vorwort zur zweiten Auflage als Konversations-Lexikon

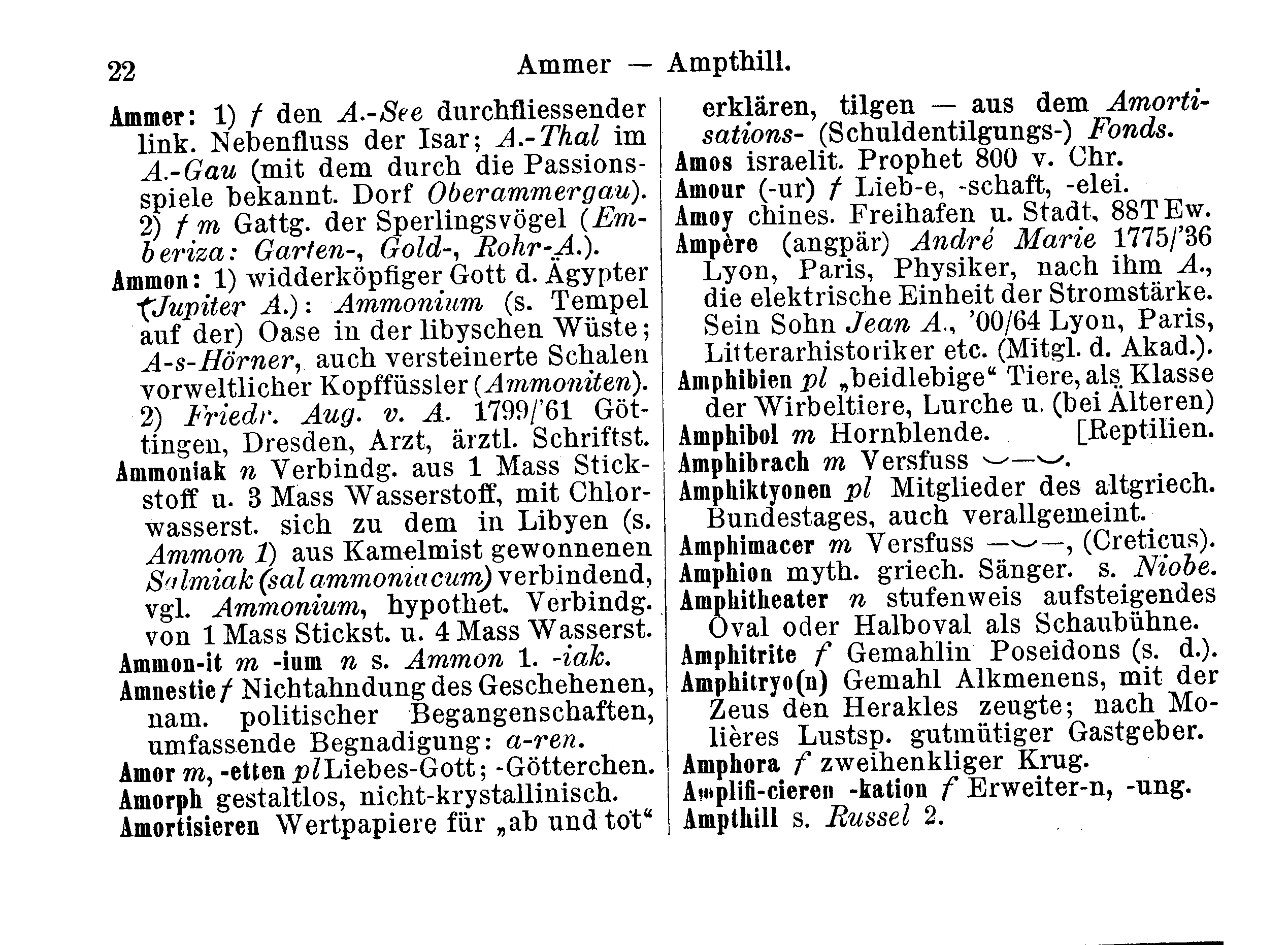
Beispielseite aus Daniel Sanders Taschen-Lexikon des allgemeinen Wissens, ca. 1895, S. 22.

- Gespräche. Eine Ergänzung zu allen Schullesebüchern für Kinder von 8–14 Jahren. Barnewitz, Neustrelitz 1845.
- Neugriechische Volks- und Freiheitslieder. Zum Besten der unglücklichen Kandioten (Übersetzung aus dem Neugriechischen, hrsg. v. Heinrich Bernhard Oppenheim), W. Levysohn, Grünberg und Leipzig 1842 (vollständige Ansicht bei google books).
- Das Volksleben der Neugriechen, dargestellt und erklärt aus Liedern, Sprichwörtern, Kunstgedichten, nebst einem Anhange von Musikbeilagen und zwei kritischen Abhandlungen. Friedrich Bassermann, Mannheim 1842 (Digitalisat)
- Xenien der Gegenwart. Hoffmann und Campe, Hamburg 1850 (mit Adolf Glaßbrenner) (Digitalisat).
- Das deutsche Wörterbuch von Jakob Grimm und Wilhelm Grimm kritisch beleuchtet. Erstes Heft, Hoffmann und Campe, Hamburg 1852 (Digitalisat); zweites Heft, Hoffmann und Campe, Hamburg 1853 (Digitalisat).
- Programm eines neuen Wörterbuches der deutschen Sprache. J. J. Weber, Leipzig 1854 (Digitalisat).
- Wörterbuch der deutschen Sprache. 2 Bände, Wigand, Leipzig 1859–1865, vollständig digitalisierte Ausgabe, hrsg. von der Berlin-Brandenburgischen Akademie der Wissenschaften, Berlin 2021 (in 2. Auflage von 1876 (Digitalisat); Band 2.1, L–R; Band 2.2, S−Z; ab 1869 erschien auch eine einbändige Kurzfassung).
- Das hohe Lied Salomonis. Otto Wigand, Leipzig 1866. (Übersetzung aus dem Hebräischen). (Digitalisat)
- Handwörterbuch der deutschen Sprache. Wiegand, Leipzig 1869 (Digitalisat).
- Fremdwörterbuch. Bd. 1–2. Wigand, Leipzig 1871; Band 1, A–K (Digitalisat); Band 2, L–Z (Digitalisat).
- Wörterbuch deutscher Synonymen. Hoffmann und Campe, Hamburg 1871 (Digitalisat).
- Kurzgefasstes Wörterbuch der Hauptschwierigkeiten in der deutschen Sprache. Langenscheidt's Verlags-Buchhandlung, Berlin 1872; (Digitalisat der 2. Auflage, 1872); (Digitalisat der 24. Auflage, 1894). (38. Auflage 1915 unter dem Titel Wörterbuch der Hauptschwierigkeiten in der deutschen Sprache)
- Vorschläge zur Feststellung einer einheitlichen Rechtschreibung für Alldeutschland. An das deutsche Volk, Deutschlands Vertreter und Schulmänner. J. Guttentag (D. Collin), Berlin 1873, Erstes Heft (Digitalisat); Zweites Heft (Digitalisat).
- Die großen Anfangsbuchstaben der deutschen Rechtschreibung. Aus dem in Vorbereitung begriffenen vollständigen orthographischen Wörterbuch für Alldeutschland. J. Guttentag (D. Collin), Berlin 1873 (Digitalisat).
- Deutscher Sprachschatz geordnet nach Begriffen zur leichten Auffindung und Auswahl des passenden Ausdrucks. Ein stilistisches Hülfsbuch für jeden Deutsch Schreibenden. Hoffmann und Campe, Hamburg 1873–1877. Zwei Bände. Bd. 1: Systematischer Teil (Digitalisat); Bd. 2: Alphabetischer (Register-) Teil, S. 1041–2136 (Digitalisat), S. 1617–2136 (Digitalisat); Nachdruck mit einer ausführlichen Einleitung und Bibliographie von Peter Kühn, Max Niemeyer, Tübingen 1985 (Lexicographica. Series Maior. Band 6/7).
- Orthographisches Wörterbuch oder alphabetisches Verzeichnis aller deutschen oder im Deutschen eingebürgerten Wörter mit schwieriger oder fraglicher Schreibweise in endgültiger Feststellung. F. A. Brockhaus, Leipzig 1875 (Digitalisat).
- Sprachlehre für Volks- und Bürgerschulen (mit Beispielen und Übungsaufgaben), nebst Anhang: Wörterbuch der Zeitwörter mit starker oder mit unregelmäßiger Abwandlung in der heutigen deutschen Schriftsprache. Langenscheidt’sche Verlags-Buchhandlung, Berlin 1876 (Digitalisat).
- Aus den besten Lebensstunden. Eigenes und Angeeignetes. Abenheim’sche Verlagsbuchhandlung, Stuttgart 1878.
- Deutsche Sprachbriefe. 1878 ff. (21. Auflage 1906) (Digitalisat).
- Geschichte der deutschen Sprache und Litteratur bis zu Goethes Tod. Langenscheidt’sche Verlags-Buchhandlung, Berlin 1879 (Digitalisat).
- Kurzgefasstes Hilfsbuch der Rechtschreibung, Breitkopf und Härtel, Leipzig 1880 (Digitalisat).
- Die beiden Apostel. Ein Schwank von Hans Sachs dem Jüngeren. Verlags-Magazin, Zürich 1881 (Digitalisat).
- Abriß der deutschen Silbenmessung und Verskunst. Langenscheidt’sche Verlags-Buchhandlung, Berlin 1881 (Digitalisat).
- Neue Beiträge zur Deutschen Synonymik. Abenheim’sche Verlagsbuchhandlung, Berlin 1881 (Digitalisat).
- Neugriechische Grammatik nebst Sprachproben für die Fortbildung und Umgestaltung des Griechischen von Homer bis auf die Gegenwart. Rechtmäßige deutsche Bearbeitung des Handbook to modern Greek by Edgar Vincent and T. G. Dickson. Breitkopf und Härtel, Leipzig 1881.
- Ueber die Erlernung fremder Sprachen aus Büchern. In: Die Gartenlaube 1883, Heft 21, S. 346–348 (Wikisource).
- Verdeutschungs-Wörterbuch. Wiegand, Leipzig 1884 (Digitalisat).
- Geschichte der neugriechischen Literatur. 1884.
- Ergänzungs-Wörterbuch der deutschen Sprache, eine Vervollständigung und Erweriterung aller bisher erschienenen deutsch-sprachlichen Wörterbücher (einschließlich des Grimm’schen) ; mit Belegen von Luther bis auf die neueste Gegenwart. Abenheim’sche Buchhandlung, Berlin 1885 (Digitalisat).
- Taschen-Lexikon des allgemeinen Wissens. Steinitz, Berlin 1887.
- Großes deutsch-englisches Wörterbuch (Muret-Sanders) Langenscheidt’sche Verlags-Buchhandlung, Berlin 1889 ff. (unter wechselnden Titeln bis heute aufgelegt).
- Bausteine zu einem Wörterbuch der sinnverwandten Ausdrücke im Deutschen. Ein Vermächtnis an das deutsche Volk. Hans Lüstenöder, Berlin 1889 (Digitalisat).
- Aus der Werkstatt eines Wörterbuchschreibers. Plaudereien Hans Lüstenöder, Berlin 1889. (Digitalisat und Volltext im Deutschen Textarchiv)
- Moment-Lexikon und Fremdwörterbuch. Steinitz, Berlin 1897 (Digitalisat der vollständig neu revidierten und bearbeiteten Auflage 1907).
- Citatenlexikon. Sammlung von Citaten, Sprichwörtern, sprichwörtlichen Redensarten und Sentenzen. J. J. Weber, Leipzig 1899; 4., unveränderte Auflage 1922.